# Ematurga mariscolore
Ematurga mariscolore är en fjärilsart som beskrevs av Culot 1929. Ematurga mariscolore ingår i släktet Ematurga och familjen mätare. Inga underarter finns listade i Catalogue of Life.